# Ingrid Reichel
Ingrid Reichel (n. el 1961 a Sankt Pölten, Baixa Àustria) és una artista, pintora i assagista austríaca.

## Biografia
Ingrid Reichel va criar-se a Kabul/Afganistan i del 1967 al 1981 a París/França. Després va retornar a Àustria on viu a St. Pölten amb la seva família. Ha tingut les primeres exposicions el 1991. Com a artista treballa amb temes socio-polítics. Ingrid Reichel és activa a St. Pölten en la política cultural i s'ocupa de fer conèixer l'art als infants. Des del 2005 escriu ressenyes crítiques, assaigs, crítiques d'exposicions i retrats sobre artistes. A més pertany al directori de la Societat de Literatura a St. Pölten (Literarische Gesellschaft St. Pölten) i contribueix a la revista literària etcetera.

## Exposicions
- 1998: Cicle Nackte Gedanken, Museu Prehistòric/Castell de Traismauer i galeria Kleiner Bischofshof/Viena
- 1999: Reflections, Exposicions en grup
- 2000: Cicle ZOOM, ORF Landesstudio Niederösterreich, St. Pölten
- 2000: IM_PULS, Congrés de Dentistes, Melk
- 2001: Cicle "TABU, Museu Comunal, St. Pölten
- 2002: Cicle Geh.ende, galeria fein.sinn, St. Pölten
- 2003: Cicle isen formunge, Casa Kremayr, Museu Ybbsitz
- 2005: zart beseitigt, Exposició stock.WERK, St. Pölten, i Biblioteca de Baixa Àustria
- 2007: high.matt.ade, Aktionsradius, Viena
- 2008: Zwischen Sein & Schein, 30 Meter Sonnenschein, façana del Museu Comunal a St. Pölten